# Synagoga Ohel Jakob w Monachium
Synagoga Ohel Jakob (pol. Namiot Jakuba) w Monachium – została zbudowana w latach 2004–2006 jako nowa główna synagoga monachijskiej gminy żydowskiej. Znajduje się przy Sankt-Jakobs-Platz.
Uroczyste otwarcie synagogi nastąpiło 9 listopada 2006 roku, w czasie 68 rocznicy nocy kryształowej. Otwarcia synagogi dokonała Charlotte Knobloch, prezes Zentralrat der Juden in Deutschland.
Synagoga jest częścią nowego Żydowskiego Domu Kultury, w którym również znajdują się muzeum, koszerna restauracja, szkoła oraz przedszkole.